# اردوگاه کار اجباری مایدانک
اردوگاه کار اجباری مایدانک (به آلمانی: KZ Majdanek) اردوگاه‌های کار اجباری نازی‌ها بود که توسط آلمان نازی در سال ۱۹۴۱ در نزدیکی شهر لوبلین ساخته شد.
این اردوگاه دارای هفت اتاق گاز، دو چوبه دار چوبی و حدود ۲۲۷ سازه بود که آن را در میان بزرگترین اردوگاه‌های کار اجباری نازی‌ها قرار می‌داد.
اگرچه در ابتدا برای کار اجباری و نه نابودی طراحی شده بود، اما در طول عملیات راینهارد، طرح آلمان برای قتل همه یهودیان لهستانی در سرزمین اشغالی خودشان، برای قتل مردم در مقیاس صنعتی استفاده شد. بیش از ۷۸ هزار نفر (بیشتر یهودی) در این اردوگاه به قتل رسیدند.
این اردوگاه از ۱ اکتبر ۱۹۴۱ تا ۲۲ ژوئیه ۱۹۴۴ در حال فعالیت بود و تقریباً به طور کامل دستگیر شد. پیشروی سریع ارتش سرخ شوروی در طول عملیات باگراتیون مانع از تخریب بیشتر زیرساخت‌های آن توسط اس‌اس شد و معاون فرمانده اردوگاه آنتون ترنس نتوانست بیشتر شواهد جنایات جنگی را از بین ببرد.
پس از آزادی اردوگاه در ژوئیه ۱۹۴۴، این مکان به طور رسمی توسط اتحاد جماهیر شوروی محافظت شد. تا پاییز، با وجود ادامه جنگ، به عنوان یک موزه حفظ شده بود. کوره‌های جسدسوزی و اتاق‌های گاز تا حد زیادی دست نخورده باقی ماندند و به عنوان برخی از بهترین نمونه‌های سیاست نسل‌کشی آلمان نازی خدمت می‌کردند. این مکان در سال ۱۹۶۵ به عنوان یک مکان ملی شناخته شد.

## تاریخچه

### ساخت
اردوگاه کار اجباری لوبلین در اکتبر ۱۹۴۱ به دستور رایشسفورر-اس‌اس هاینریش هیملر تأسیس شد که به زودی پس از بازدید هیملر از لوبلین در ۱۷-۲۰ ژوئیه ۱۹۴۱ در جریان عملیات بارباروسا، تهاجم آلمان به اتحاد جماهیر شوروی، به اودیل گلوبوچنیک ارسال شد. طرح اولیه ای که هیملر تهیه کرده بود این بود که اردوگاه حداقل ۲۵,۰۰۰ اسیر جنگی را در خود جای دهد.
پس از اسیر شدن تعداد زیادی از اسیران جنگی شوروی در طول نبرد کی‌یف ظرفیت پیش‌بینی شده اردوگاه به ۵۰,۰۰۰ افزایش یافت. ساخت و ساز برای این تعداد در ۱ اکتبر ۱۹۴۱ آغاز شد (همچنین در آشویتس-بیرکناو که همان دستور را دریافت کرده بود). در اوایل نوامبر، برنامه‌ها برای پذیرش ۱۲۵,۰۰۰ زندانی گسترش یافت و در دسامبر به ۱۵۰,۰۰۰ افزایش یافت. در مارس ۱۹۴۲ بیشتر افزایش یافت تا برای ۲۵۰,۰۰۰ اسیر جنگی شوروی جا داشته باشد.

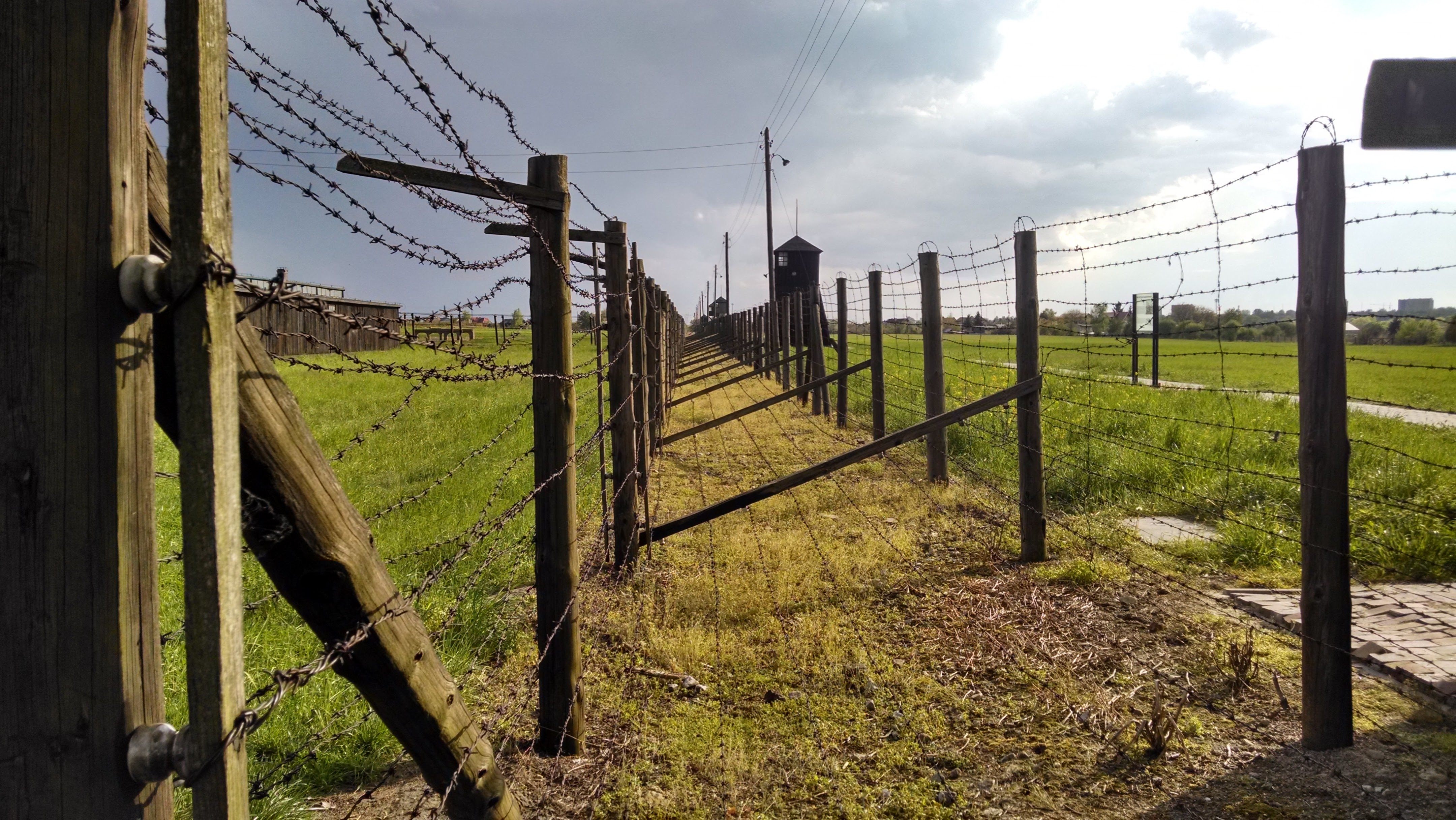
برج‌های نگهبانی در امتداد حصار دوجداره سیم خاردار در محیط اردوگاه مایدانک

ساخت و ساز با ۱۵۰ کارگر یهودی اجباری از یکی از اردوگاه‌های گلوبوچنیک لوبلین آغاز شد که زندانیان هر شب به آن بازمی‌گشتند. بعداً نیروی کار شامل ۲,۰۰۰ اسیر جنگی ارتش سرخ شد که باید شرایط سختی را تحمل می‌کردند، از جمله خوابیدن در فضای باز. تا اواسط نوامبر، تنها ۵۰۰ نفر از آن‌ها زنده بودند که حداقل ٪۳۰ از آن‌ها قادر به کار بیشتر نبودند. در اواسط دسامبر، باراک‌هایی برای ۲۰,۰۰۰ نفر آماده بود که یک اپیدمی تیفوس شیوع پیدا کرد و تا ژانویه ۱۹۴۲ همه کارگران اجباری – اسیران جنگی و همچنین یهودیان لهستانی – مرده بودند. تمام کارها تا مارس ۱۹۴۲ متوقف شد، زمانی که زندانیان جدید وارد شدند. اگرچه اردوگاه در نهایت ظرفیت پذیرش حدود ۵۰,۰۰۰ زندانی را داشت، اما به طور قابل توجهی فراتر از آن اندازه رشد نکرد.

### عملیات
در ژوئیه ۱۹۴۲، هیملر از اردوکاه های مرگ بلزک، سوبیبور و تربلینکا بازدید کرد، سه اردوگاه نابودی مخفی که به طور خاص برای عملیات راینهارد برای حذف یهودیان لهستانی ساخته شده بودند. این اردوگاه‌ها به ترتیب در مارس، مه و ژوئیه ۱۹۴۲ شروع به کار کردند. پس از آن، هیملر دستوری صادر کرد که تبعید یهودیان به اردوگاه‌ها از پنج منطقه لهستان اشغالی که حکومت عمومی نازی‌ها را تشکیل می‌دادند، تا پایان سال ۱۹۴۲ تکمیل شود.
مایدانک در آغاز عملیات راینهارد به یک مرکز ثانویه تفکیک و ذخیره‌سازی برای اموال و اشیای قیمتی گرفته شده از قربانیان در مراکز کشتار در بلزک، سوبیبور و تربلینکا تبدیل شد. به دلیل جمعیت‌های بزرگ یهودی در جنوب شرقی لهستان، از جمله گتوهای کراکوف، لووف، زاموشچ و ورشو که هنوز «پردازش» نشده بودند، مایدانک در حدود مارس ۱۹۴۲ به عنوان یک مرکز کشتار بازسازی شد. گازدهی در دید آشکار سایر زندانیان انجام می‌شد، بدون حتی یک حصار در اطراف ساختمان‌ها. روش دیگر قتل مکرر تیراندازی توسط جوخه‌های تراونیکی بود. طبق موزه مایدانک، اتاق‌های گاز در سپتامبر ۱۹۴۲ شروع به کار کردند.

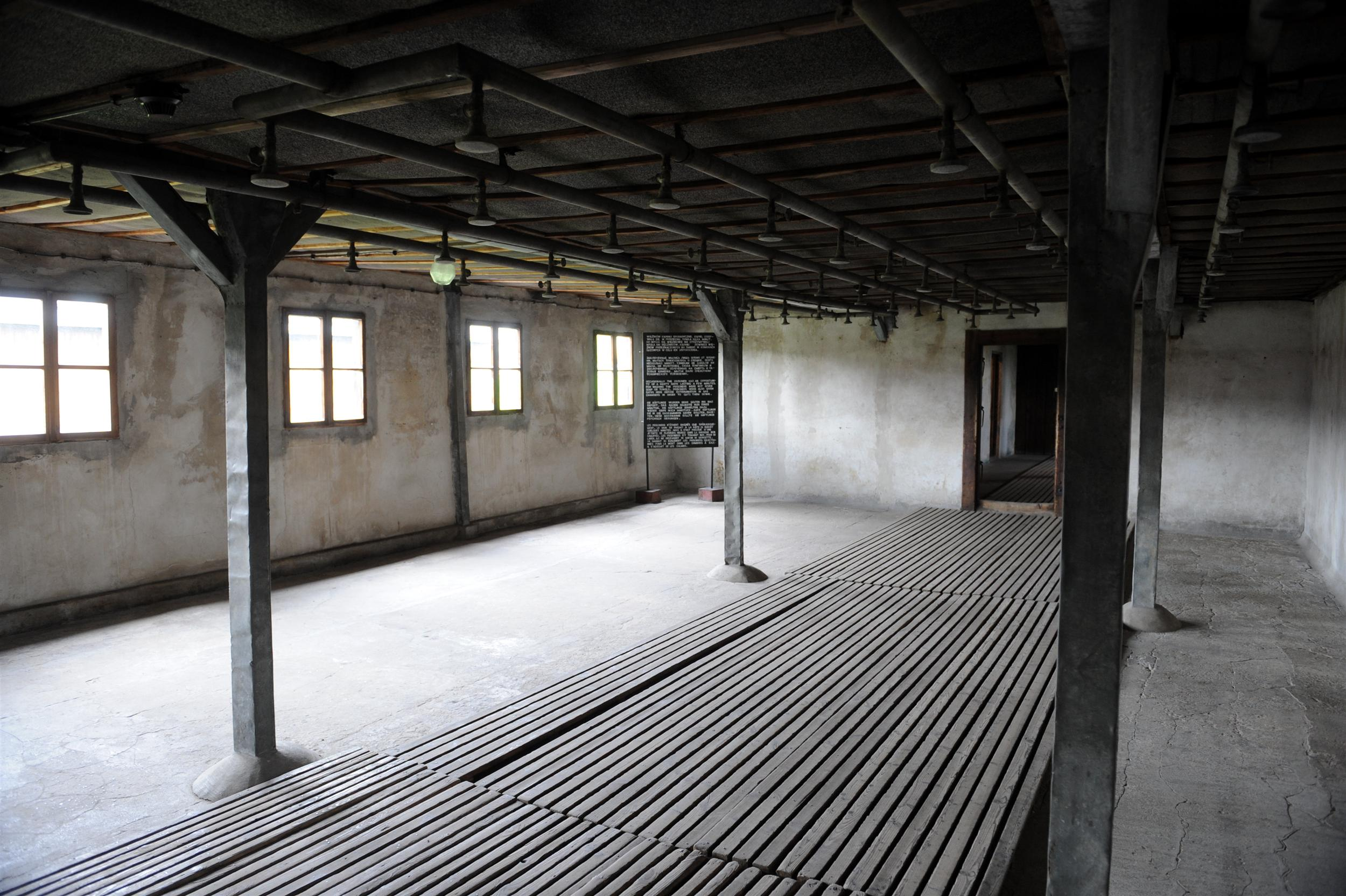
دوش گاز

دو ساختمان یکسان در مایدانک وجود دارد که در آن‌ها از سیکلون ب استفاده می‌شد. اعدام‌ها در باراک ۴۱ با انتشار سیانید هیدروژن کریستالی توسط سیکلون ب انجام می‌شد. همان گلوله‌های گاز سمی برای ضدعفونی لباس‌های زندانیان در باراک ۴۲ استفاده می‌شد.
به دلیل نیاز مبرم به نیروی کار خارجی در صنعت جنگ، کارگران یهودی از لهستان در ابتدا مستثنی شدند. برای مدتی آن‌ها یا در گتوها نگهداری می‌شدند، مانند گتوی ورشو (که پس از قیام گتوی ورشو به یک اردوگاه کار اجباری تبدیل شد)، یا به اردوگاه‌های کار  اجباری مانند مایدانک فرستاده می‌شدند، جایی که آن‌ها عمدتاً در کارخانه اسلحه/مهمات اشتایر-دایملر-پوخ کار می‌کردند. 
تا اواسط اکتبر ۱۹۴۲، اردوگاه ۹,۵۱۹ زندانی ثبت شده داشت که از این تعداد ۷,۴۶۸ نفر (یا ٪۷۸.۴۵) یهودی و ۱,۸۸۴ نفر (٪۱۹.۷۹) لهستانی غیر یهودی بودند. تا اوت ۱۹۴۳، ۱۶,۲۰۶ زندانی در اردوگاه اصلی وجود داشت که از این تعداد ۹,۱۰۵ نفر (٪۵۶.۱۸) یهودی و ۳,۸۹۳ نفر (٪۲۴.۰۲) لهستانی غیر یهودی بودند. گروه‌های اقلیت شامل بلاروسی‌ها، اوکراینی‌ها، روس‌ها، آلمانی‌ها، اتریشی‌ها، اسلوونی‌ها، ایتالیایی‌ها و اتباع فرانسوی و هلندی بودند.
مایدانک در ابتدا زیر اردوگاه نداشت. این‌ها در اوایل پاییز ۱۹۴۳ زمانی که اردوگاه‌های کار اجباری باقی‌مانده در اطراف لوبلین، از جمله بودزین، تراونیکی، پونیاتووا، کراسنیک، پولاوی، و همچنین اردوگاه‌های کار اجباری «باند فرودگاه» و «لیپووا ۷» به زیر اردوگاه‌های مایدانک تبدیل شدند.

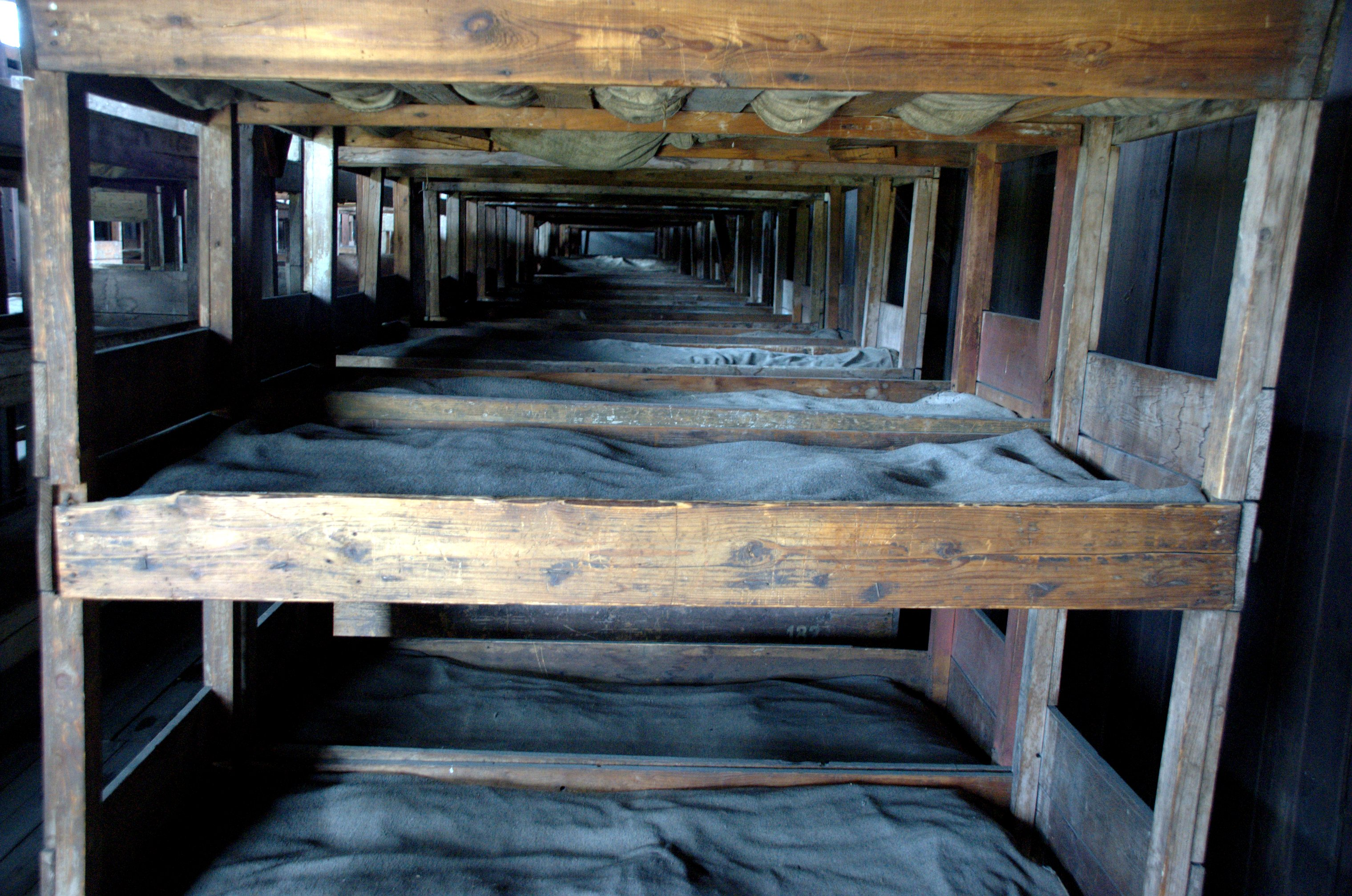
تخت زندانیان در اردوگاه

به دلیل نزدیکی اردوگاه به لوبلین، زندانیان توانستند از طریق نامه‌هایی که توسط کارگران غیرنظامی که وارد اردوگاه می‌شدند، به خارج از اردوگاه ارتباط برقرار کنند. بسیاری از این نامه‌های باقی‌مانده توسط گیرندگان آن‌ها به موزه اردوگاه اهدا شده‌اند. در سال ۲۰۰۸، موزه یک نمایشگاه ویژه برگزار کرد که مجموعه‌ای از این نامه‌ها را به نمایش گذاشت.
از فوریه ۱۹۴۳ به بعد، آلمانی‌ها به صلیب سرخ لهستان و شورای رفاه مرکزی اجازه دادند تا مواد غذایی به اردوگاه بیاورند. زندانیان می‌توانستند بسته‌های غذایی را که به نام آن‌ها از طریق صلیب سرخ لهستان ارسال شده بود، دریافت کنند. آرشیوهای موزه مایدانک ۱۰,۳۰۰ تحویل فهرست شده از این نوع را مستند کرده است.

### تأسیسات سوزاندن

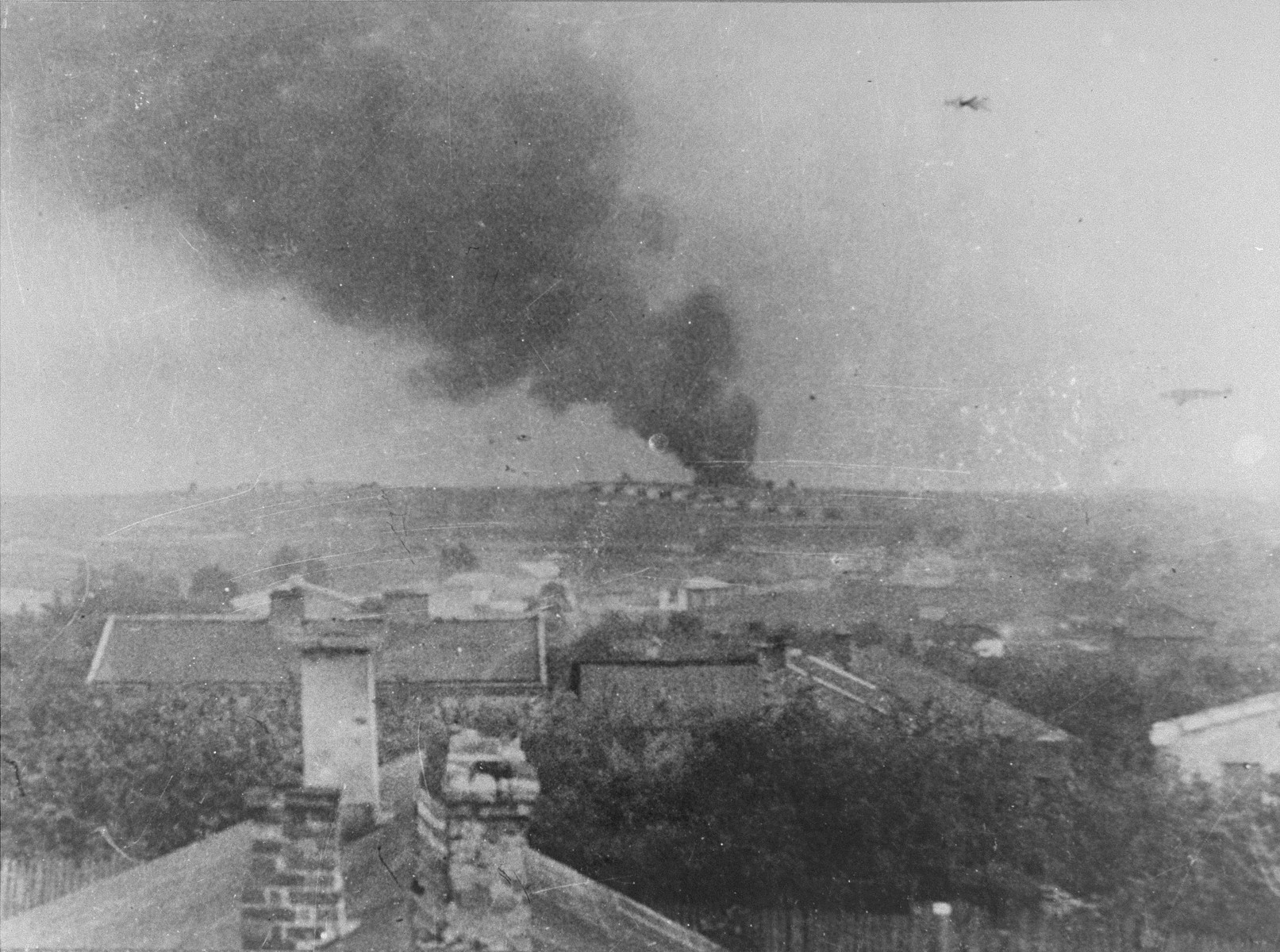
دود از مایدانک بلند می شود

تا ژوئن ۱۹۴۲، اجساد کسانی که در مایدانک به قتل رسیده بودند در گورهای دسته‌جمعی دفن می‌شدند (این‌ها بعداً توسط زندانیان اختصاص داده شده به Sonderkommando 1005 نبش قبر و سوزانده شدند). از ژوئن ۱۹۴۲، اس‌اس اجساد را با سوزاندن آن‌ها، یا بر روی توده‌هایی ساخته شده از شاسی کامیون‌های قدیمی یا در یک کوره جسدسوزی، از بین می‌برد. به اصطلاح «اولین کوره جسدسوزی» دارای دو کوره بود که از اردوگاه کار اجباری زاکسن‌هاوزن به مایدانک آورده شده بودند. این تأسیسات در «Interfield I»، منطقه بین اولین و دومین بخش اردوگاه محصور شده قرار داشت.

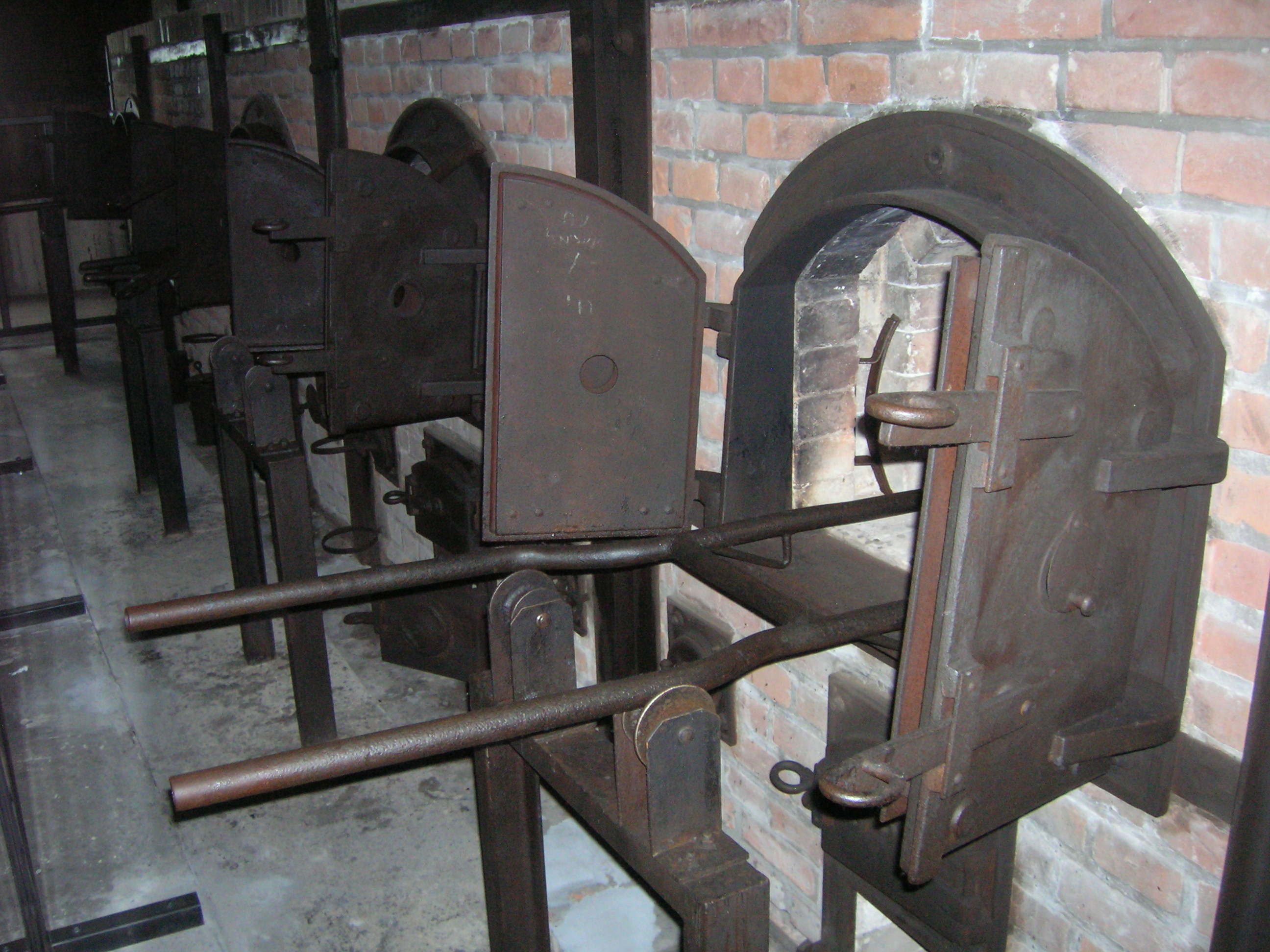
تنورها در کوره جسد سوزی کنار مقبره

در پاییز ۱۹۴۳، اولین کوره جسدسوزی در مایدانک با «کوره جسدسوزی جدید» جایگزین شد. این ساختمان در ۲۲ ژوئیه ۱۹۴۴ توسط آلمانی‌ها به آتش کشیده شد، زیرا آن‌ها در روزی که ارتش سرخ به حومه لوبلین وارد شد، اردوگاه را ترک کردند. ساختمان کوره جسدسوزی که امروزه در این مکان قرار دارد، بازسازی از زمانی است که اردوگاه سابق به یک یادبود تبدیل شد. کوره‌های آن همان کوره‌های اصلی ساخته شده در سال ۱۹۴۳ هستند.

### عملیات جشن برداشت
عملیات راینهارد تا اوایل نوامبر ۱۹۴۳ ادامه داشت، زمانی که آخرین زندانیان یهودی سیستم زیر اردوگاه‌های مایدانک از منطقه لوبلین در حکومت عمومی توسط جوخه‌های تیراندازی مردان تراونیکی در طول عملیات «جشن برداشت» قتل‌عام شدند. بدنام‌ترین اعدام‌ها در ۳ نوامبر ۱۹۴۳ رخ داد، زمانی که ۱۸,۴۰۰ یهودی در یک روز به قتل رسیدند. صبح روز بعد، ۲۵ یهودی که موفق به پنهان شدن شده بودند، پیدا و تیرباران شدند. در همین حال، ۶۱۱ زندانی دیگر، ۳۱۱ زن و ۳۰۰ مرد، مأمور شدند تا لباس‌های مردگان را مرتب کنند و خندق‌های دفن را بپوشانند. مردان بعداً به Sonderkommando 1005 اختصاص داده شدند، جایی که آن‌ها مجبور شدند همان اجساد را برای سوزاندن نبش قبر کنند. این مردان سپس اعدام شدند. ۳۱۱ زن بعداً به آشویتس فرستاده شدند، جایی که آن‌ها توسط گاز به قتل رسیدند. تا پایان عملیات جشن برداشت، مایدانک تنها ۷۱ یهودی از مجموع ۶,۵۶۲ زندانی باقی‌مانده زنده داشت.

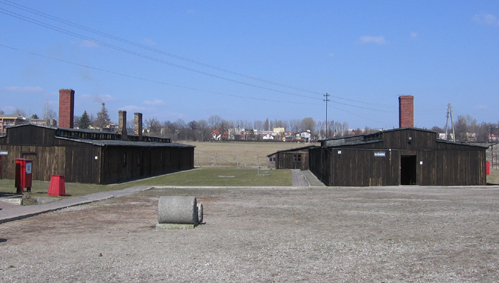
ساختار نامحسوس برای قتل. دوش (سمت چپ)، و اتاق های گاز مشابه ساخته شده (راست).

اعدام زندانیان باقی‌مانده در مایدانک در ماه‌های بعد ادامه یافت. بین دسامبر ۱۹۴۳ و مارس ۱۹۴۴، مایدانک حدود ۱۸,۰۰۰ نفر به اصطلاح «معلول» دریافت کرد که بسیاری از آن‌ها بعداً با سیکلون ب به قتل رسیدند. اعدام‌ها توسط جوخه تیراندازی نیز ادامه یافت، با ۶۰۰ نفر در ۲۱ ژانویه ۱۹۴۴ تیرباران شدند؛ ۱۸۰ نفر در ۲۳ ژانویه ۱۹۴۴ تیرباران شدند؛ و ۲۰۰ نفر در ۲۴ مارس ۱۹۴۴ تیرباران شدند.

محاکمه پس از جنگ کارل هوکر، معاون اردوگاه، مسئولیت او در قتل‌عام‌های انجام شده در این اردوگاه را مستند کرد:
در ۳ مه ۱۹۸۹، دادگاه منطقه‌ای در شهر بیله‌فلد آلمان هوکر را به چهار سال زندان به دلیل مشارکت در گازدهی زندانیان، عمدتاً یهودیان لهستانی، در اردوگاه کار اجباری مایدانک در لهستان محکوم کرد. سوابق اردوگاه نشان داد که بین مه ۱۹۴۳ و مه ۱۹۴۴ هوکر حداقل از گاز سمی سیکلون ب برای استفاده در مایدانک از شرکت هامبورگ تِش و اشتابنو خریداری کرده بود.
علاوه بر این، فرمانده اردوگاه رودلف هوس از آشویتس در خاطرات خود، در حالی که در انتظار محاکمه در لهستان بود، نوشت که یکی از روش‌های قتل در مایدانک (KZ Lublin) سیکلون ب بود.

### تخلیه

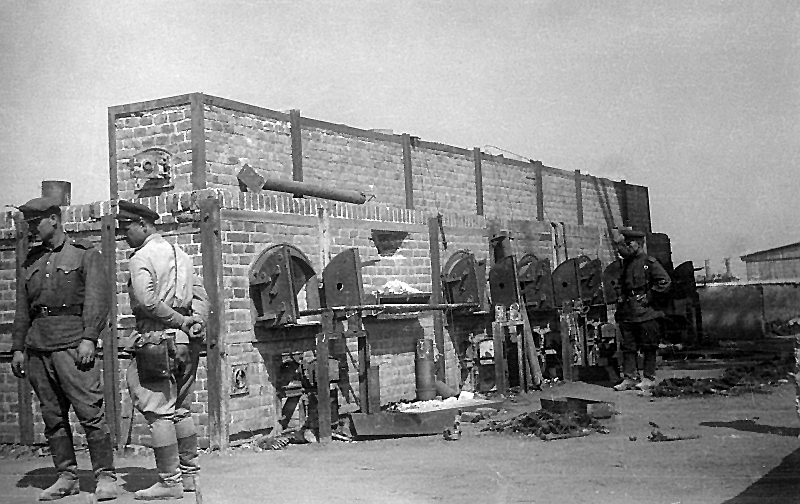
سربازان ارتش سرخ در حال بررسی کوره‌های جسدسوزی جدید سوخته شده، پس از آزادسازی اردوگاه، تابستان ۱۹۴۴

در اواخر ژوئیه ۱۹۴۴، با نزدیک شدن سریع نیروهای شوروی به لوبلین، آلمان‌ها با عجله اردوگاه را تخلیه کردند و کوره‌های آدم‌سوزی را قبل از رسیدن نیروهای ارتش سرخ شوروی در ۲۴ ژوئیه ۱۹۴۴ به طور جزئی تخریب کردند. مایدانک به دلیل بی‌کفایتی معاون فرمانده آن، آنتون ترنس، بهترین اردوگاه حفظ شده هولوکاست است. این اولین اردوگاه بزرگ تمرکز بود که توسط نیروهای متفقین آزاد شد و وحشت‌های یافت شده در آنجا به طور گسترده‌ای منتشر شد.
اگرچه قبلاً ۱۰۰۰ زندانی به زور به آشویتس منتقل شده بودند (که فقط نیمی از آنها زنده رسیدند)، ارتش سرخ هنوز هزاران زندانی، عمدتاً اسرای جنگی، را در اردوگاه یافت و شواهد کافی از قتل عام انجام شده در آنجا را مشاهده کرد.

## تعداد تخمینی قربانیان
برآورد رسمی ۷۸,۰۰۰ قربانی، که از این تعداد ۵۹,۰۰۰ نفر یهودی بودند، در سال ۲۰۰۵ توسط توماش کرانز، مدیر بخش تحقیقات موزه دولتی مایدانک، پس از کشف تلگرام هوفله در سال ۲۰۰۰ محاسبه شد. این عدد نزدیک به عددی است که در حال حاضر در وب‌سایت موزه نشان داده می‌شود.
تعداد کل قربانیان از زمان تحقیقات قاضی زدزیسواو ووکاشکیویچ در سال ۱۹۴۸، که تقریباً ۳۶۰,۰۰۰ قربانی را تخمین زده بود، مورد بحث بوده است. پس از آن، چسواو رایکا از موزه مایدانک در سال ۱۹۹۲ تخمینی حدود ۲۳۵,۰۰۰ قربانی ارائه داد که سال‌ها توسط موزه مورد استناد قرار گرفت. رقم فعلی توسط رایکا «باورنکردنی پایین» تلقی می‌شود، با این حال، توسط هیئت مدیره موزه «با احتیاط خاصی» پذیرفته شده است، در انتظار تحقیقات بیشتر درباره تعداد زندانیانی که در سوابق قطارهای هولوکاست توسط مدیریت اردوگاه آلمان ثبت نشده‌اند. 
در حال حاضر، موزه اعلام می‌کند که بر اساس تحقیقات جدید، حدود ۱۵۰,۰۰۰ زندانی طی ۳۴ ماه موجودیت مایدانک به آنجا رسیده‌اند. از بیش از دو میلیون یهودی که در جریان عملیات راینهارد به قتل رسیدند، حدود ۶۰,۰۰۰ نفر (۵۶,۰۰۰ نفر با نام شناخته شده) قطعاً در مایدانک، در میان نزدیک به ۸۰,۰۰۰ قربانی شمارش شده، کشته شدند.
در طول سال‌ها، برآوردهای مختلف دیگری در مورد تعداد قربانیان اردوگاه مایدانک وجود داشته است. تفاوت‌های بین تخمین‌ها ناشی از روش‌های مختلف مورد استفاده و میزان شواهد در دسترس محققان است. آمار شوروی بر اساس ابتدایی‌ترین روش‌شناسی، که برای تخمین‌های آشویتس نیز استفاده شد، فرض می‌کرد که تعداد قربانیان کم و بیش با ظرفیت کوره‌های آدم‌سوزی مطابقت دارد. محققان بعدی تلاش کردند شواهد بیشتری را در نظر بگیرند، با استفاده از سوابق اخراج‌ها، سرشماری‌های جمعیتی هم‌زمان و سوابق نازی بازیابی شده. تخمین هیلبرگ در سال ۱۹۶۱، با استفاده از این سوابق، نزدیک به گزارش کرانز است.